# Nouvron-Vingré

Nouvron-Vingré este o comună în departamentul Ain, Franța. În 1 ianuarie 2022 avea o populație de 197 de locuitori.